# Seven Femenino de Londres 2015
El Seven Femenino de Londres de 2015 fue la tercera edición del torneo de rugby 7, fue el quinto torneo de la Serie Mundial Femenina de Rugby 7 2014-15.
Se disputó en el Twickenham Stadium de Londres.

## Fase de grupos

### Grupo A
| Equipo        | Encuentros | Encuentros | Encuentros | Encuentros | Tantos  | Tantos    | Tantos     | Puntos |
| Equipo        | jugados    | ganados    | empatados  | perdidos   | a favor | en contra | diferencia | Puntos |
| ------------- | ---------- | ---------- | ---------- | ---------- | ------- | --------- | ---------- | ------ |
| Nueva Zelanda | 3          | 2          | 0          | 1          | 73      | 19        | +54        | 7      |
| Francia       | 3          | 2          | 0          | 1          | 43      | 34        | +9         | 7      |
| España        | 3          | 2          | 0          | 1          | 43      | 41        | +2         | 7      |
| Brasil        | 3          | 0          | 0          | 3          | 19      | 84        | −65        | 3      |

### Grupo B
| Equipo     | Encuentros | Encuentros | Encuentros | Encuentros | Tantos  | Tantos    | Tantos     | Puntos |
| Equipo     | jugados    | ganados    | empatados  | perdidos   | a favor | en contra | diferencia | Puntos |
| ---------- | ---------- | ---------- | ---------- | ---------- | ------- | --------- | ---------- | ------ |
| Canadá     | 3          | 3          | 0          | 0          | 90      | 12        | +78        | 9      |
| Inglaterra | 3          | 2          | 0          | 1          | 49      | 50        | −1         | 7      |
| Rusia      | 3          | 1          | 0          | 2          | 64      | 52        | +12        | 5      |
| Sudáfrica  | 3          | 0          | 0          | 3          | 24      | 113       | −89        | 3      |

### Grupo C
| Equipo         | Encuentros | Encuentros | Encuentros | Encuentros | Tantos  | Tantos    | Tantos     | Puntos |
| Equipo         | jugados    | ganados    | empatados  | perdidos   | a favor | en contra | diferencia | Puntos |
| -------------- | ---------- | ---------- | ---------- | ---------- | ------- | --------- | ---------- | ------ |
| Australia      | 3          | 2          | 1          | 0          | 58      | 17        | +41        | 8      |
| Estados Unidos | 3          | 2          | 1          | 0          | 76      | 38        | +38        | 8      |
| Fiyi           | 3          | 1          | 0          | 2          | 38      | 51        | −13        | 5      |
| China          | 3          | 0          | 0          | 3          | 19      | 85        | −66        | 3      |

## Fase Final

### Copa de oro
|  | Cuartos de final | Cuartos de final | Cuartos de final |                |               | Semifinales   | Semifinales | Semifinales |               |               | Copa           | Copa           | Copa |  |
|  |                  |                  |                  |                |               |               |             |             |               |               |                |                |      |  |
|  |                  |                  |                  |                |               |               |             |             |               |               |                |                |      |  |
|  | Canadá           | Canadá           | 26               |                |               |               |             |             |               |               |                |                |      |  |
|  | Canadá           | Canadá           | 26               |                |               |               |             |             |               |               |                |                |      |  |
|  | Rusia            | Rusia            | 5                |                |               |               |             |             |               |               |                |                |      |  |
|  | Rusia            | Rusia            | 5                |                | Canadá        | Canadá        | 17          |             |               |               |                |                |      |  |
|  |                  |                  |                  |                | Canadá        | Canadá        | 17          |             |               |               |                |                |      |  |
|  |                  |                  | Estados Unidos   | Estados Unidos | 14            |               |             |             |               |               |                |                |      |  |
|  | Estados Unidos   | Estados Unidos   | Estados Unidos   | Estados Unidos | 14            | 19            |             |             |               |               |                |                |      |  |
|  | Estados Unidos   | Estados Unidos   |                  |                |               |               |             |             |               |               |                |                |      |  |
|  | Francia          | Francia          | 12               |                |               |               |             |             |               |               |                |                |      |  |
|  | Francia          | Francia          | 12               |                |               |               |             |             |               | Canadá        | Canadá         | 17             |      |  |
|  |                  |                  |                  |                |               |               |             |             |               | Canadá        | Canadá         | 17             |      |  |
|  |                  |                  | Australia        | Australia      | 20            |               |             |             |               |               |                |                |      |  |
|  | Nueva Zelanda    | Nueva Zelanda    | Australia        | Australia      | 20            | 24            |             |             |               |               |                |                |      |  |
|  | Nueva Zelanda    | Nueva Zelanda    |                  |                |               |               |             |             |               |               |                |                |      |  |
|  | Inglaterra       | Inglaterra       | 12               |                |               |               |             |             |               |               |                |                |      |  |
|  | Inglaterra       | Inglaterra       | 12               |                | Nueva Zelanda | Nueva Zelanda | 5           |             |               | Tercer lugar  | Tercer lugar   | Tercer lugar   |      |  |
|  |                  |                  |                  |                | Nueva Zelanda | Nueva Zelanda | 5           |             |               | Tercer lugar  | Tercer lugar   | Tercer lugar   |      |  |
|  |                  |                  | Australia        | Australia      | 24            |               |             |             |               |               |                |                |      |  |
|  | Australia        | Australia        | Australia        | Australia      | 24            | 19            |             |             | Nueva Zelanda | Nueva Zelanda | 24             |                |      |  |
|  | Australia        | Australia        |                  |                |               |               |             |             | Nueva Zelanda | Nueva Zelanda | 24             |                |      |  |
|  | España           | España           | 0                |                |               |               |             |             |               |               | Estados Unidos | Estados Unidos | 19   |  |
|  | España           | España           | 0                |                |               |               |             |             |               |               | Estados Unidos | Estados Unidos | 19   |  |
|  |                  |                  |                  |                |               |               |             |             |               |               |                |                |      |  |

| Bandera de Australia   |
| Campeón Australia      |
| 1º título del circuito |